# Puquios
Puquios (iz kečuanščine pukyu, kar pomeni 'vir', 'izvir' ali 'vodnjak') so starodavni sistemi podzemnih akvaduktov, ki omogočajo transport vode na velike razdalje v vročih suhih podnebjih brez izgube večjega dela vode zaradi izhlapevanja. Puquios najdemo v obalnih puščavah južnega Peruja, zlasti v regiji Nazca, in severnem Čilu. Triinštirideset puquiosov v regiji Nazca je bilo v začetku 21. stoletja še vedno v uporabi in je bilo odvisno od tega, da so v puščavska naselja prinašali svežo vodo za namakanje in domačo uporabo. Izvor in datum nastanka je sporen, čeprav nekateri arheologi ocenjujejo, da so jih staroselci kulture Nazca začeli graditi okoli leta 500 n. št.
Tehnologija puquios je podobna tehnologiji kanatov v Iranu in drugih puščavskih območjih Azije in Evrope, vključno s Španijo. Nekaj puquios v severnem Čilu in v drugih delih Peruja je bilo verjetno zgrajenih na pobudo Špancev po osvojitvi Inkovskega imperija v 16. stoletju.

## Izvor in polemike

### Čile
Puquios je prvič postal predmet preučevanja v začetku 20. stoletja. Čeprav so bili znani že prej, je bilo zgodovinskih dokazov malo. Približno 1900 učenjakov je opazilo, da so bili puquios, lokalno znani kot socavones (dob. jaški), razširjeni po oazah puščave Atacama. V 21. stoletju puquios v različnih stanjih uporabe in propadanja še vedno obstajajo v dolinah Azapa in Sibaya ter oazah La Calera, Pica-Matilla in Puquio de Núñez. Leta 1918 je geolog Juan Brüggen omenil obstoj 23 socavonov (jaškov) v oazi Pica, ki pa so bili od takrat opuščeni zaradi gospodarskih in družbenih sprememb. Puquios Pica-Matilla in Puquio Núñez se dotikata Pica Aquifer.

### Nazca puquios v Peruju
Puquios v regiji Nazca so najbolj zanimivi za arheologe, saj je bilo območje središče predkolumbovskih civilizacij, kot je kultura Nazca, ki je cvetela od 100 pr. n. št. do 800 n. št. Večina arheologov meni, da so Nazca puquios predkolumbovskega izvora, nekateri pa menijo, da so jih zgradili avtohtoni podložniki španskih kolonistov v 16. stoletju. Teorija o španskem izvoru trdi, da se tehnologija puquios ne razlikuje bistveno od španskih tehnik, ki so se od zgodnjega osvajanja uporabljale za dreniranje rudnikov. Zgodnji primer je rudnik Potosí, ki so ga izsušili s podzemnimi kanali že leta 1556 po navodilih florentinskega inženirja Nicolása de Benita. Drugi argument za špansko poreklo puquios je, da je španski zakon v Peruju določil, da se mora voda iz predšpanskih vodovodov deliti med lastniki zemljišč, medtem ko je voda iz hispanskih vodovodov lahko v lasti enega samega lastnika zemljišča. V pravni zadevi iz 18. stoletja je sodnik razsodil v korist hispanskega izvora puquios v dolini Chancay.
Zagovorniki predšpanskega izvora puquios iz Nazce navajajo ustanovitev velikih naselbin v rečnih dolinah s puquii v 6. stoletju našega štetja, kar kaže, da je naselitev spodbudila voda, ki so jo dovajali puquiosi. Ikonografijo kulture Nazca interpretirajo tako, da simbolno prikazuje puquios. Podnebne spremembe so lahko bile tudi dejavnik, saj je regija po približno letu 400 n. št. vstopila v več stoletij ekstremne suše, kar je zahtevalo gradnjo namakalnih objektov, domnevno puquios, za zagotavljanje vode za domačo uporabo in namakanje. Prvo znano zgodovinsko pisanje, ki se nanaša na puquios v Nazci, je bilo leta 1605 španskega duhovnika Reginalda de Lizárrage. Lizárraga omenja, da so indios (avtohtona ljudstva) v regiji uporabljala puquios, vendar njihove gradnje ne pripisuje posebej niti Špancem niti staroselcem. Omenil je tudi močno zmanjšano populacijo domorodnih ljudstev, njihovo število je le del njihovega predkolumbovskega prebivalstva predvsem zaradi epidemij evropskih bolezni.
V zgodnjem 21. stoletju so Rosa Lasaponara, Nicola Masini in njihova ekipa italijanskega CNR (National Research Council) v sodelovanju z arheologom Giuseppejem Oreficijem preučevali puquios iz Nazce s pomočjo satelitskih posnetkov. Našli so dokaze, da je bil sistem puquios nekoč veliko bolj obsežen. Učenjaki so lahko videli, kako so bili »puquios porazdeljeni po regiji Nazca in kje so tekli glede na bližnja naselja - ki jih je lažje datirati«. Satelitski posnetki so razkrili tudi dodatne, prej neznane puquios v drenažnem bazenu Nazca. Ekipa, ki je izvedla to študijo, je ugotovila, da so puquios predšpanski. Poleg tega so bili leta 2016 uporabljeni RPAS (daljinsko vodeni letalski sistemi) ali brezpilotna letala za zemljevid in dokumentiranje petih vzorčnih sistemov akvaduktov v regiji Nazca.
Znanstvena metoda za natančno datiranje puquiosov ni bila najdena, vendar je bilo kljub dvomom »splošno soglasje leta 2017, da so bili puquios iz Nazce iz predhispanske, srednje Nasce [ok. 500 n. št.] izvora ... s poznejšimi španskimi in republikanskimi modifikacijami«. Predkolumbovski izvor puquiov iz Nazce ni v nasprotju z verjetnostjo, da je izvor drugih puquiov, ki so redko raztreseni po osrednjih in južnih Andih, španski.
Tehnologija puquiosa je podobna tehnologiji kanatov v Iranu in Makhmurju v Iraku ter drugih starodavnih filtracijskih galerijah, znanih v številnih družbah v starem svetu in na Kitajskem, za katere se zdi, da so bile razvite neodvisno. So sofisticiran način za zagotavljanje vode iz podzemnih vodonosnikov v sušnih regijah.

## Opis Nazca puquios
Obale Peruja in Čila so izjemno sušne, kmetijstvo pa je možno le z namakanjem. Padavine so manjše od 25 milimetrov letno blizu obale in le počasi naraščajo na višjih legah v celinskih Andih. Poleg tega Rio Grande de Nazca in njeni pritoki zagotavljajo le redko, sezonsko vodo v doline v regiji Nazca. V preteklosti so bile padavine v nekaterih obdobjih višje in so verjetno dosegle povprečno 200 milimetrov letno. Prebivalci kulture Nazca so morda zgradili puquios, da bi se prilagodili podnebnemu prehodu od večjih do manjših padavin po letu 400 n. št. in trajali do približno 1100 n. št., čemur je sledilo bolj vlažno obdobje, ki je trajalo do približno leta 1450 in se je obdržalo v 21. stoletju. Kultura Nazca je cvetela na območju od 200 pr. n. št. do 650 n. št..
Nazca puquios najdemo vzdolž petih od devetih imenovanih dovodnih potokov v Rio Grande de Nazca. Od juga proti severu so reke s puquios Las Trancas, Taruga in Nazca, ki ima dva pritoka, Tierras Blancas in Aja. Izviri rek so v Andih približno 70 kilometrov od puquiosa. Puquios so enako oddaljeni od Tihega oceana na nadmorski višini približno 500 metrov. Te majhne reke so večinoma suhe, razen v deževnem obdobju v Andih od januarja do aprila, vendar imajo v sušnem obdobju podzemne in površinske odseke. Prebivalci rečnih dolin so v sušnem obdobju zgradili puquios kot vire vode.
Od leta 2000 je še vedno delovalo 43 puquiosov, od tega 29 v bližini mesta Nazca v dolini reke Nazca in njenih pritokov. Najbolj znani puquios so akvadukti Cantalloc. Največja predkolumbovska ruševina naselja v dolini Nazca je Cahuachi, približno 18 kilometrov dolvodno od Nazce in blizu znamenitih črt Nazca. Cahuachi se nahaja ob toku reke, v kateri teče na površju, zato naselje ni bilo odvisno od puquiosa, kot so bila naselja nekaj kilometrov navzgor. Veliko več puquiov je bilo verjetno zgrajenih v predzgodovinskih časih v več drugih rečnih dolinah sistema Rio Grande de Nazca. Zapuščene puquios so zamenjali globoki vodnjaki.
V regiji Nazca sta dve vrsti puquiosov. Prvi je jarek puquios, ki je globok, ozek jarek, običajno manj kot en meter širok in obdan s skalami, ki je odprt na zrak. Druga vrsta je galerija ali podzemni puquios, ki je speljan pod zemljo, da črpa vodo iz vodonosnika. Vodonosnik je običajno približno 10 metrov pod zemljo, čeprav je lahko veliko bližje površini. Iz vodonosnika voda teče skozi podzemni predor navzdol, na površje pa se dvigne v jarek puquios za distribucijo v namakalne kanale ter za pitje in gospodinjske namene. Podzemni predor je običajno velik približno en kvadratni meter, čeprav so nekateri predori, ojačani z lesenimi tramovi ali v sodobnem času s cementom, lahko visoki 2 metra. Vzdolž poti galerije puquios so navpični jaški, 'oči' ali ojos v španščini, ki segajo od površja do podzemnega tunela. Ojos dovoljuje dostop do predora za vzdrževanje in popravilo. Ojoji v obliki lijaka so med seboj oddaljeni od 10 do 30 metrov. Dolžina galerije (podzemnega dela) puquiosa sega od nekaj metrov do 372 metrov. Povezani jarek puquios je lahko dolg tudi kilometer.

## Zgodovina
Sedeminpetdeset majhnih rek vzdolž 1500 kilometrov dolge puščavske obale Peruja se izliva v Tihi ocean. Rečne doline so njihovi predkolumbovski prebivalci obdelovali z namakanjem, vendar je večina dolin imela bolj zanesljivo in večjo razpoložljivost površinske vode kot pogosto suhe reke v regiji Nazca. Nasprotno pa je kmetijska družba kulture Nazca najbolje uspevala tam, kjer je površinske vode najbolj primanjkovalo. Puquios je bila tehnologija, ki je omogočila obstoj velikega števila prebivalstva v izrazito sušni regiji.
Španci so prvi prevzeli nadzor in se naselili v regiji Nazca v poznem 16. stoletju. Pod špansko vladavino je bilo območje znano po vinogradništvu in proizvodnji žganja pisco. Leta 1853 je angleški popotnik Clements Markham opisal dolino Nazca kot »najbolj rodovitno in najlepše mesto na obali Peruja«. Opisal je puquios in rekel, da je »plodnost posledica spretnosti in delavnosti starodavnih prebivalcev. Pod njihovo skrbjo se je suha divjina spremenila v nasmejan raj«.
V 21. stoletju se veliko puquiov še vedno uporablja, vendar njihovo uporabo ogrožata industrijsko kmetijstvo in pridelava izvoznih pridelkov, kot so šparglji. Globoki vodnjaki so zamenjali nekatere puquios kot vir vode in število lokalnih ljudi s strokovnim znanjem za vzdrževanje puquiosov se je zmanjšalo. Skromne količine vode, ki jih oskrbujejo puquios, se vsako leto obnovijo s padavinami na izvirih rek v Andih, vendar izkoriščanje globokih vodnjakov podzemnih vodnih virov za kmetijstvo in rastoče prebivalstvo morda ni trajnostno.